# Spodnje Stranice
Spodnje Stranice (Duits: Unterrabensberg) is een plaats in Slovenië en maakt deel uit van de gemeente Zreče in de NUTS-3-regio Savinjska. De plaats telde 161 inwoners op 1 januari 2020.

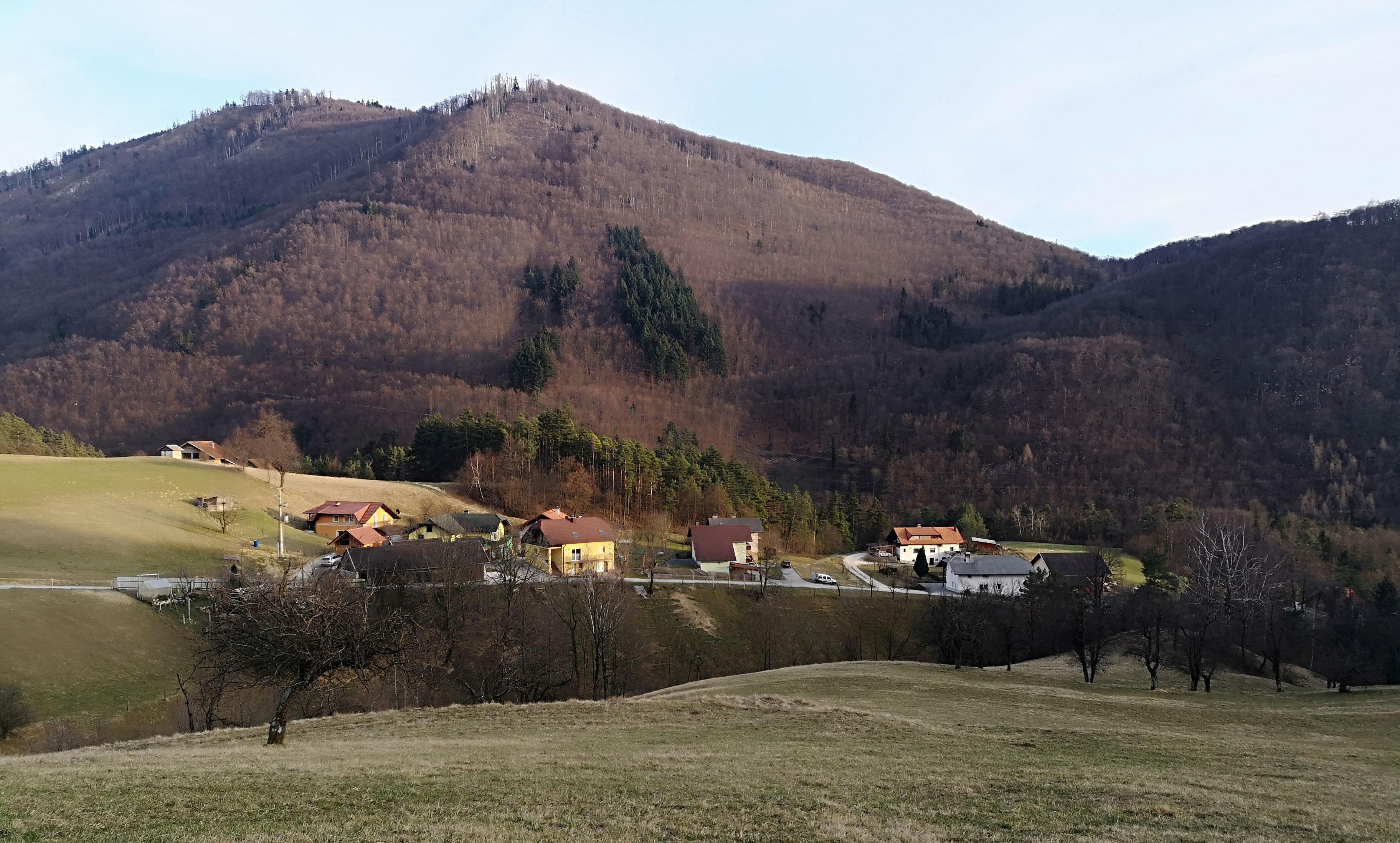
Spodnje Stranice en omgeving